# Shikabane Hime
Shikabane Hime (jap. 屍姫, dt. „Leichenprinzessin“) ist ein von Yoshiichi Akahito geschriebener und illustrierter Manga, der von 2005 bis 2014 innerhalb des von Square Enix herausgegebenen Magazins Monthly Shōnen Gangan erschien. Im Oktober 2008 begann die Ausstrahlung einer von feel. und Gainax produzierten Anime-Fernsehserie.

## Handlung
Der Junge Ōri Kagami (花神 旺里, Kagami Ōri) ist gerade in dem Alter angekommen, ab dem er den buddhistischen Tempel, in dem er groß gezogen wurde, verlassen darf. Einige Nächte vor seinem Auszug aus dem Tempel geht er nachts zum Schrein des Tempels und findet dort den leblosen und verwundeten Körper von Makina Hoshimura (星村 眞姫那, Hoshimura Makina) vor. Er versteckt sich, als sein verwundeter „Ziehvater“ Keisei Tagami (田神 景世, Tagami Keisei) den Raum betritt und sie durch eine Geste der Zuneigung wiederbelebt. Es stellt sich heraus, dass Makina eine so genannte Shikabane Hime (屍姫, dt. „Leichenprinzessin“) ist und sie über keinen Herzschlag mehr verfügt. Sie ist dadurch unsterblich, bzw. sie kann immer wieder durch einen Akt der Zuneigung zum Leben erweckt werden, solange sie nicht ihren Verstand verliert. Ihr Ziel ist es, 108 Wesen ihrer Art zu töten, um in den Himmel aufsteigen zu können.

## Entstehung und Veröffentlichungen

### Manga
Der von Yoshiichi Akahito gezeichnete und erdachte Manga Shikabane Hime erschien erstmals am 12. April 2005 in der Ausgabe 5/2005 des monatlich erscheinenden Magazins Monthly Shōnen Gangan. Im September endete die Serie. Insgesamt erschienen 23 Ausgaben als Tankōbon, die wie der Manga von Square Enix veröffentlicht wurden. Die erste Ausgabe dieser Reihe wurde am 22. August 2005 veröffentlicht.

### Anime
Die Anime-Fernsehserie entstand aus einer Kooperation der Studios feel. und Gainax und adaptierte die Handlung des Anime. Regie führte Masahiko Murata, der zuvor auch an den Serien wie Gilgamesh, Naruto oder Mazinkaiser beteiligt war. Das Charakterdesign wurde von Chikashi Kubota und Kikuko Sadakata entworfen. Die Musik der Folgen produzierte Norihito Sumitomo, während Hiroki Matsumoto die künstlerische Leitung übernahm.
Erstmals wurde die Produktion der Anime-Umsetzung in der Juli-Ausgabe von Monthly Shōnen Gangan offiziell bekanntgegeben. Seit dem 4. Oktober 2008 wird die Serie auf den Sendern AT-X, BS11 Digital, Chiba TV, KBS Kyōto, Sun TV, Tokyo MX, TV Aichi, TV Kanagawa und TV Saitama wöchentlich übertragen.
Die ersten 13 Folgen wurden unter dem Namen Shikabane Hime: Aka (屍姫 赫) und die letzten 12 Teile unter dem Namen Shikabane Hime: Kuro (屍姫 玄) ausgestrahlt. Zwischen beiden gab es keine Ausstrahlungspause, wodurch beide eine Staffel bilden.
In den USA wurde die Serie von Funimation lizenziert, die Shikabane Hime: Aka am 24. Oktober 2008 auf ihren Kanälen in den Videoportalen YouTube, Joost und Hulu.com mit englisch untertitelt veröffentlichte. Beide Teile sollen am 14. September 2010 als Corpse Princess: Part One – Aka und Corpse Princess: Part Two – Kuro auf DVD erscheinen.

#### Synchronsprecher
| Rolle            | Japanischer Sprecher (Seiyū) |
| ---------------- | ---------------------------- |
| Makina Hoshimura | Nana Akiyama                 |
| Ōri Kagami       | Tatsuya Hosome               |
| Keisei Tagami    | Keiji Fujiwara               |
| Rika Aragami     | Saeko Chiba                  |

### Radioprogramm
Vom 7. bzw. 14. November 2008 bis zum 21. August bzw. 10. Juli 2009 liefen abwechselnd auf Animate TV zwei Radioprogramme zu Shikabane Hime: Sekū-ji Aozora Hōsō Kyoku (世空寺青空放送局) und Kochira Dairinkan Hōsō Kyoku (こちら大麟館放送局). Ersteres wird von Mika Kikuchi (Sprecherin von Saki Amase) und Chise Nakamura (Sprecherin von Itsuki Yamagami) moderiert und letzteres von Keiji Fujiwara (Sprecher von Keisei Tagami) und Nana Akiyama (Sprecherin von Makina Hoshimura).